# دعوى مدنية (فلم)
دعوى مدنية (بالإنجليزية: A Civil Action) هو فيلم درامي قانوني أمريكي صدر عام 1998 من إخراج ستيفن زايليان وبطولة جون ترافولتا وروبرت دوفال، يستند إلى كتاب يحمل نفس الاسم لجوناثان هار. تروي قصة الكتاب والفيلم قصة حقيقية لقضية محاكمة حول التلوث البيئي الذي حدث في ووبرن، ماساتشوستس، في عام 1980. تسبب فيه استعمال المركب الكيميائي السام ثلاثي كلورو الإيثيلين، من خلال تلويثه لطبقة المياه الجوفية المحلية. تم رفع دعوى على العمليات الصناعية التي تسببت في حالات مميتة من سرطان الدم والسرطان، وكذلك العديد من المشاكل الصحية الأخرى، بين سكان المدينة. حيث كانت المدعية هي آن أندرسون وآخرون من السكان ضد شركة كريوفاك وآخرون. تم ترشيح دوفال لجائزة الأوسكار عن أدائه.

## القصة
يعمل جان شليتش مان محامي ماكر وناجح مهنيا وماليا رفقة أصدقاءه الثلاثة الذين يدير برفقتهم مكتب محاماة خاص بهم متخصص في قضايا التأمينات، يوما ما وخلال مقابلة له مع إحدى إذاعات الراديو توقعه متصلة على الهواء في مشكلة يماطل مكتبه في قبولها منذ شهور والتي تحوم حول معاناة العديد من العائلات التي فقدت أطفالها للتو من سرطان الدم. يرفض شليتش مان الدعوى مبدئيا لكن بعد تحريات أجراها في المنطقة يقرر قبول القضية وتمثيل هذه العائلات ورفع دعوى قضائية ضد مجموعة مصابغ عملاقة، متهماً إياها بتسميم الأطفال.
ومع ذلك، اتضح أن هذه القضية يمكن أن تدمر سمعته وطموحه وحياته المهنية. وبالرغم من مخاطرته بمكتبه وماله ومال أصدقاءه لتحمل نفقات الدعوى، يصر جان على الاستمرار في الدعوى التي يعتبرها مسألة حياة أو موت بالنسبة له.

## الممثلون
- جون ترافولتا في دور جان شليتش مان
- توني شلهوب في دور كيفن كونوي
- ويليام ميسي في دور جيمس غوردون
- زيليكو افانيك في دور بيل كراولي
- كاثلين كوينلان في دور آن أندرسون
- ماري مارا في دور كاثي بوير
- روبرت دوفال في دور جيري فاشر
- بروس نوريس  [لغات أخرى]‏ في دور وليام تشيزمان
- بيتر جاكوبسون في دور نيل جاكوبس
- سيدني بولاك في دور ال استيس
- دانيال فون بارغن في دور السيد غرانجر
- جون ليثغو في دور القاضي والتر ج. سكينر
- دان هداية في دور جون رايلي
- جيمس غاندولفيني في دور ال لوف
- ستيفن فراي في دور  دكتور جورج بيندر

## روابط خارجية
- مقالات تستعمل روابط فنية بلا صلة مع ويكي بيانات